# Ana Carla Maza

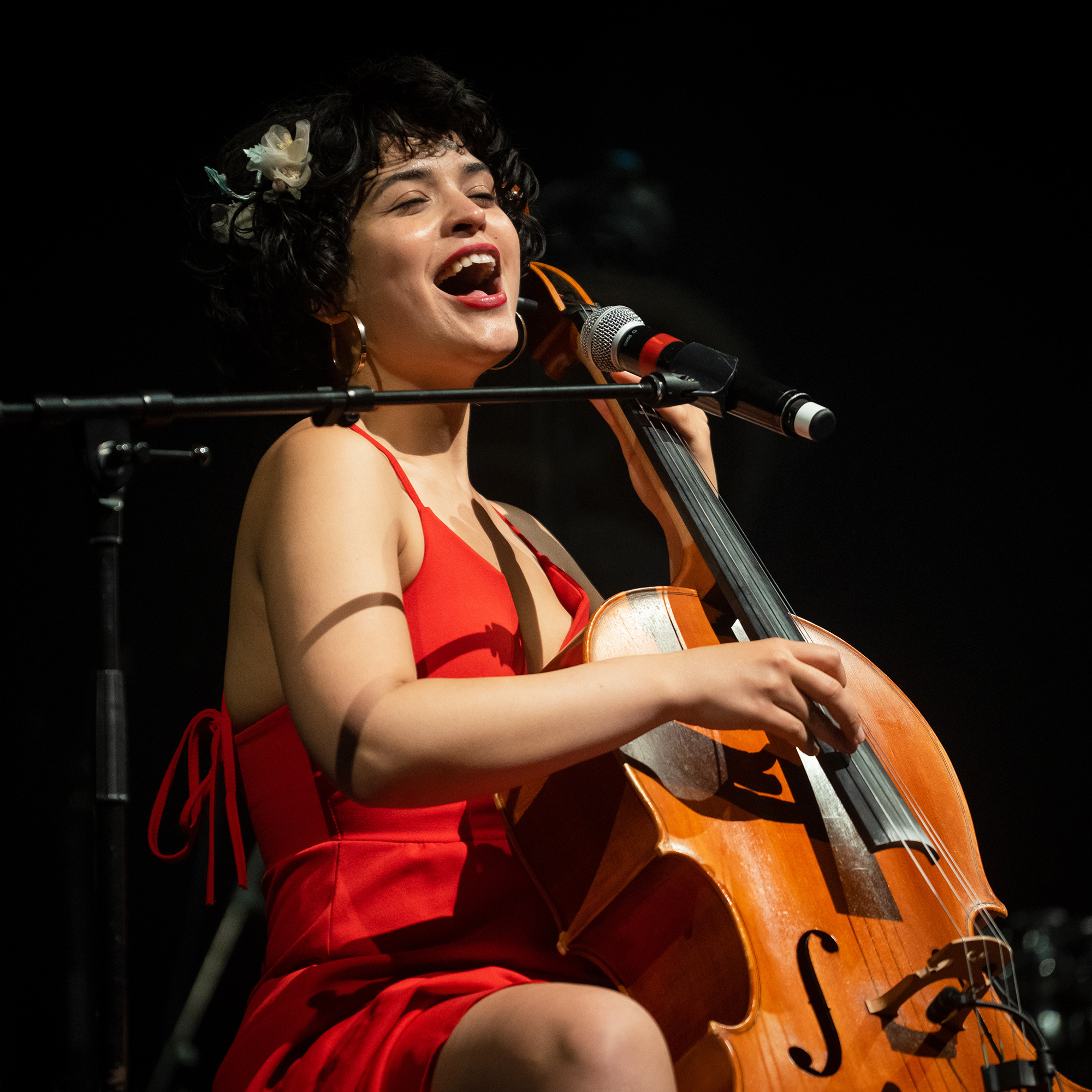
Ana Carla Maza (2023)

Ana Carla Maza (* 14. Juni 1995 in Havanna als Ana Carla Maza Sierra) ist eine kubanische Jazz- und Weltmusikerin (Violoncello, Gesang, Komposition).

## Leben und Wirken
Maza wuchs zunächst in Havanna, dann in einem kleinen Dorf als Tochter des chilenischen Musikers Carlos Maza und der kubanischen Gitarristin Mirza Sierra auf. Ab dem fünften Lebensjahr erhielt sie Klavierunterricht. Mit acht Jahren begann sie Cello zu spielen; erste Auftritte folgten mit zehn Jahren. 2007 zog sie mit ihrer Familie nach Spanien. Mit 13 Jahren trat sie mit ihrem Vater bei dessen Musikprojekten auf; 2010 war sie an den seinen Alben Carlos Maza en Familia und Quererte beteiligt. Sie nahm an ersten Musikwettbewerben teil und trat als Cellosolistin in einem Sinfonieorchester auf. 2012 zog sie nach Frankreich, um am Pariser Konservatorium zu studieren. Sie setzte ihr Musikstudium am Pôle supérieur d’enseignement artistique Paris Boulogne-Billancourt fort und startete dann eine Solokarriere.
Maza trat europaweit auf, auch im Duo mit Vincent Ségal, und veröffentlichte 2016 das Live-Album Solo Acoustic Concert. 2020 erschien ihr erstes Studioalbum La Flor mit einem weltmusikalischen Programm. Auf ihrem Album Bahía (2022) präsentierte sie eine Mischung aus klassischem Cello und Gesang; in Sextettbesetzung folgte Caribe (2023). Sie trat beim Paris Jazz Festival, Souillac en Jazz, Jazz à la Villette, der Jazzwoche Burghausen und Jazz à Porquerolles auf.